# Синтаксическая связь
Синтакси́ческая связь — связь, возникающая между компонентами сложного предложения.

## Описание
Многие лингвисты, занятые исследованием конкретных языковых фактов, оперируют терминами «связь» и «отношение», не определяя объём понятий, обозначаемых ими. Зачастую эти термины употребляются как полные синонимы, обозначая как формальную связь, так и содержат правилоприменительные отношения. Тем не менее, наблюдается тенденция к их разграничению и даже противопоставлению.
Синтаксическая связь рассматривается как имеющая определённую форму и содержание. Формальная сторона синтаксической связи представлена разнообразными средствами выражения синтаксической связи, содержательную сторону представляют синтаксические отношения.

## Типы синтаксической связи
Общепризнанными типами синтаксической связи является сочинительная связь (сочинение) и подчинительная связь (подчинение), а также бессоюзная связь.